# Rohrbach (Saalfeld)
Rohrbach é um município da Alemanha localizado no distrito de Saalfeld-Rudolstadt, estado de Turíngia.
Pertence ao Verwaltungsgemeinschaft de Mittleres Schwarzatal.